# Dante Bianchi
Dante Jorge Bianchi (algumas vezes referido como Jorge Duarte Dante Bianchi), mais conhecido apenas como Dante Bianchi (Córdoba, 23 de março de 1910 — Natal, 13 de março de 1988), foi um treinador e ex-futebolista argentino, que atuou como meia.[carece de fontes?]

## Carreira

### Como jogador
Nascido na cidade de Córdoba, Bianchi começou sua trajetória futebolística em Rosário, outra localidade argentina. Despontou no Newell's Old Boys, em 1933. Costuma haver confusão de que ele também teria defendido o rival Rosario Central, que chegou a ser representado por outro jogador chamado Dante Bianchi, ainda na década de 1910, ainda na infância do Dante Bianchi cordobês. O Newell's contratou Bianchi junto ao Argentino de Rosario por uma quantia de 10 mil pesos, então um recorde no futebol da cidade. Na época, este clube chamava-se Nacional (até 1935), gerando-se assim outra confusão, a de que Bianchi teria vindo do Nacional uruguaio, versão que chegou a difundir-se; contudo, o site estatístico Atilio Software, lançado em 2021 para documentar todos os jogadores que defenderam a tradicional equipe de Montevidéu, inclusive em amistosos, não tem registros de partidas de Dante Bianchi pelo clube uruguaio.
Bianchi seguiu no Newell's até 1936, período em que os rojinegros e o rival Central ainda eram restritos ao campeonato rosarino, só vindo ambos a serem admitidos em 1939 no Campeonato Argentino de Futebol - o qual, apesar do nome, era restrito oficialmente a times da Grande Buenos Aires e La Plata. Pela seleção rosarina, chegou a enfrentar ainda em 1936 o Uruguai, em jogo empatado em 1-1 (gols de Vicente de la Mata e Segundo Villadóniga) contra a equipe de José Nasazzi e Álvaro Gestido.
Em 1937, o Racing contratou-o junto ao Newell's. Permanceu até 1939 no clube de Avellaneda, do qual foi transferido em 1940 ao Atlanta. Porém, jogou somente três vezes nessa equipe; ainda em 1940, chegou ao Bahia.
Inicialmente, chegou a ainda em 1940 defender também o Vitória - em tempos prévios à existência do Ba-vi como clássico, rivalidade esta que só viria a florescer a partir da década de 1950, quando o futebol tornou-se a modalidade prioritária dos rubro-negros. Em 1943, Bianchi foi contratado pelo São Cristóvão. A equipe carioca reunia nomes argentinos e uruguaios, a exemplo do treinador Abel Picabéa, de Armando Renganeschi e Julio Véliz, além de jogadores que passariam pela seleção brasileira - caso do zagueiro Augusto, futuro capitão do Brasil na Copa do Mundo FIFA de 1950. Os "cadetes" venceram o Torneio Municipal de Futebol do Rio de Janeiro de 1943, ano em que também chegaram a liderar o campeonato estadual, no qual terminaram em terceiro, na última temporada de protagonismo do clube de Figueira de Melo.
Não demorou muito e Bianchi retornou ao Bahia, onde encerrou sua carreira de jogador e completou 100 jogos e 3 gols, além de ter sido Tricampeão Baiano (1940, 1944 e 1945).

### Como treinador
Aparentemente apaixonado pela Bahia e pelo Nordeste brasileiro, Bianchi iniciou lá mesmo sua trajetória como técnico. Passou por Bahia, Vitória, América-PE, Santa Cruz, Sport, Náutico, Fortaleza, Ceará, Central, Treze, ABC e América de Natal, entre outros. Entre seus títulos, destacam-se o Bicampeonato Pernambucano pelo Sport (1956 e 1958), um outro Campeonato Pernambucano pelo Náutico (1966), e dois títulos do Torneio Início de Pernambuco conquistados por América (1967) e Central (1973).
Entre idas e vindas por pequenos e médios clubes nordestinos, Bianchi também passou por Portugal, onde dirigiu Lusitano de Évora, Beira-Mar, Boavista e Montijo, sem muito destaque ou títulos.

## Títulos

### Como jogador
Newell's Old Boys
- Torneo Gobernador Luciano Molinas: 1933

Bahia
- Campeonato Baiano: 1940 (invicto), 1944 e 1945

São Cristóvão
- Torneio Municipal de Futebol do Rio de Janeiro de 1943

### Como treinador
Sport
- Campeonato Pernambucano: 1956 e 1958

Santa Cruz
- II Torneio Paraíba–Pernambuco: 1962[31]

Náutico
- Campeonato Pernambucano: 1966

América-PE
- Torneio Início de Pernambuco: 1967

Central
- Torneio Início de Pernambuco: 1973 (invicto)